# Przewóz (województwo łódzkie)
Przewóz – wieś w Polsce położona w województwie łódzkim, w powiecie piotrkowskim, w gminie Ręczno.
Wieś duchowna, własność klasztoru norbertanów w Witowie położona była w końcu XVI wieku w powiecie piotrkowskim województwa sieradzkiego.
W latach 1975–1998 wieś administracyjnie należała do województwa piotrkowskiego.